# اشارات السكك الحديدية
إشارات السكك الحديدية هي مؤشرات مرئية و/أو سمعية تستخدم لتوجيه وتنظيم حركة القطارات على خطوط السكك الحديدية. يمكن العثور على هذه الإشارات في محطات السكك الحديدية، أو على طول خطوط السكك الحديدية، أو على متن القطار نفسه. توفر الإشارات معلومات مهمة لسائقي ومشغلي القطارات، مثل ما إذا كان من الآمن المضي قدمًا أو إبطاء السرعة أو التوقف أو عكس الاتجاه. عادة ما تكون الإشارات ملونة ولها معاني محددة، مثل الإشارة الخضراء التي تشير إلى إمكانية استمرار القطار، والإشارة الحمراء التي تشير إلى منع المضي قدمًا. هناك أيضًا أنواع أخرى من الإشارات، مثل إشارات الإشارة، التي تستخدم حركة الأذرع أو الأضواء لنقل المعلومات، والإشارات الصوتية، التي توفر تعليمات سمعية لمشغلي القطارات.تم تصميم نظام إشارات السكك الحديدية للتحكم في حركة السكك الحديدية وحمايتها. وهو يعتمد على مجموعة من القواعد والمعايير المحددة مسبقًا، والتي تختلف من بلد إلى آخر. تم وضع هذه القواعد والمعايير لمنع الحوادث والتأخير وسوء التواصل بين القطارات والعاملين على جانب المسار.
يتضمن تصميم نظام إشارات السكك الحديدية عدة مكونات، بما في ذلك:
1. دوائر المسار: هذه هي أجهزة الاستشعار الأساسية المستخدمة للكشف عن وجود القطارات وموقعها على المسار. وهي تتكون من دوائر كهربائية تنقطع أو تكتمل عند مرور القطار فوقها.
2. الإشارات: هي المؤشرات المرئية التي تنقل المعلومات إلى طاقم القطار، مثل قيود السرعة وأوامر التوقف والإذن بالمضي قدمًا. وهي عادة عبارة عن أضواء ملونة، على شكل مثلثات أو دوائر أو مستطيلات، ويتم تثبيتها على أعمدة أو صواري.
3. آلات النقاط: تستخدم للتحكم في حركة المفاتيح (النقاط) التي توجه القطار إلى مسارات أو مسارات مختلفة. إنهم يتأكدون من أن المفاتيح مبطنة ومقفلة بشكل صحيح قبل السماح للقطار بالمضي قدمًا.
4. أنظمة حماية القطارات: وهي أنظمة أمان متقدمة تقوم بمراقبة سرعة القطارات وموقعها واتجاهها، وتقوم تلقائيًا بتطبيق المكابح في حالة تجاوز القطار للسرعات المسموح بها أو اقترابه من منطقة محظورة.
5. أنظمة الاتصالات: توفر اتصالات صوتية أو بيانات بين أطقم القطارات والعاملين على جانب السكة، وكذلك بين مراكز التحكم المختلفة.
يعد تصميم نظام إشارات السكك الحديدية عملية معقدة تتطلب دراسة متأنية لعوامل مثل أنماط حركة القطارات وتخطيطات المسار والتضاريس الجغرافية والظروف الجوية. ويتم تنفيذها عادةً بواسطة فريق من المهندسين المتخصصين، الذين يعملون بالتعاون مع مشغلي السكك الحديدية والسلطات التنظيمية.
هناك عدة أنواع من الإشارات في السكك الحديدية، ومنها:
1- إشارات الضوء الحمراء: وهي الإشارة التي تدل على تعليق القطار وتحذيره من الوقوف عند الإشارة .
2- إشارات الضوء الصفراء: وهي الإشارة التي تدل على التحذير من قرب الإشارة الحمراء وتدل على الحد من السرعة.
3- إشارات الضوء الخضراء: وهي الإشارة التي تدل على السماح بالمرور للقطار بعد التأكد من عدم وجود أي مانع.
4- الإشارات الصوتية: وتستخدم هذه الإشارات في حالات الطوارئ أو الإنذار.
5- الإشارات الميكانيكية: وتستخدم هذه الإشارات من قبل موظفي السكك الحديدية لإيقاف القطارات أو التحذير من الخلل الفني في القطارات أو القضبان.
تشمل أنظمة الإشارات الحديثة في السكك الحديدية:
1. الحماية التلقائية للقطار (ATP): يستخدم هذا النظام أجهزة الاستشعار وتقنية الرادار لمراقبة سرعة القطار وتطبيق الفرامل تلقائيًا إذا تجاوز القطار السرعة الآمنة للجزء الحالي من المسار.
2. التحكم الإيجابي في القطار (PTC): يستخدم هذا النظام نظام تحديد المواقع العالمي (GPS)، والاتصالات اللاسلكية، وتقنيات أخرى لمراقبة سرعة القطار وموقعه وحركته، ويقوم تلقائيًا بتطبيق الفرامل إذا كان القطار على وشك تجاوز السرعة القصوى أو الخروج عن مساره.
3. نظام إدارة القطارات (TMS): يستخدم هذا النظام نظام تحديد المواقع العالمي (GPS) والاتصالات اللاسلكية لمراقبة موقع القطار وحركته، ويوفر معلومات في الوقت الفعلي لتدريب أطقم العمل وموظفي السكك الحديدية.
4. التحكم في القطار المعتمد على الراديو (RBC): يستخدم هذا النظام إشارات الراديو لنقل معلومات المسار والقطار إلى القطار، والذي يقوم بعد ذلك بتعديل سرعته وفقًا لذلك.
5. النظام الأوروبي لإدارة حركة السكك الحديدية (ERTMS): يستخدم هذا النظام نظام تحديد المواقع العالمي (GPS) والاتصالات اللاسلكية لمراقبة موقع القطار وحركته، ويوفر معلومات في الوقت الفعلي لتدريب أطقم العمل وموظفي السكك الحديدية.
تم تصميم كل من هذه الأنظمة لتحسين السلامة والكفاءة في النقل بالسكك الحديدية.
نظم الإشارة الحديثة في السكك الحديدية تتضمن العديد من التقنيات والأنظمة المتطورة التي تستخدم لتحسين الأمان والكفاءة في النقل الحديدي. ومن أهم هذه النظم:
1- الإشارة الكهربائية: وهي نظام يستخدم الإشارات الكهربائية لتحديد سرعة القطار وموقعه على الخط.
2- نظام التحكم المركزي: وهو نظام يستخدم لتحكم في حركة القطارات من مركز تحكم واحد.
3- نظام التحكم الآلي: وهو نظام يستخدم الحواسيب والأجهزة الإلكترونية لتحكم في حركة القطارات وتحديد مواعيدها.
4- الإشارة المرئية: وهي الإشارات التي تظهر على الخط بواسطة الأضواء والألوان لتحديد سرعة القطار وموقعه.
5- نظام التحكم بالسرعة: وهو نظام يستخدم لتحديد السرعة الآمنة للقطار وتحديدها بالتزامن مع الإشارات والتحكم في الفرامل.
جميع هذه الأنظمة تعمل معًا لتحسين الأمان والكفاءة في النقل الحديدي وتحديد سرعة القطار وموقعه على الخط.
تحليل بيانات الإشارات في هندسة السكك الحديدية ذو أهمية كبيرة لعدة أسباب:
1 تحسين الأداء والكفاءة: من خلال تحليل بيانات الإشارات، يمكن تحديد أي جوانب في نظام السكك الحديدية تحتاج إلى تحسين لتحسين الأداء والكفاءة العامة للنظام.
2. الصيانة التوقعية: تحليل بيانات الإشارات يمكن أن يساعد في تحديد الأعطال المحتملة والأعطال المحتملة في نظام السكك الحديدية قبل حدوثها. هذا يسمح للفرق التقنية بالتدخل وإصلاح المشاكل قبل أن يؤثر على أداء النظام أو يتسبب في حوادث.
3. تحليل الحوادث: تحليل بيانات الإشارات يمكن استخدامها لتحليل الحوادث وتحديد أسبابها ومعرفة كيفية تجنب تكرارها في المستقبل. هذا يساعد في تحسين سلامة النظام وتقليل المخاطر.
4. تحسين تخطيط الجداول الزمنية: من خلال تحليل بيانات الإشارات، يمكن تحديد الأنماط والاتجاهات في حركة القطارات واستخدام هذه المعلومات لتحسين تخطيط الجداول الزمنية وتقليل التأخير والازدحام.
بشكل عام ، يمكن أن يساهم تحليل بيانات الإشارات في تحسين أداء وكفاءة نظام السكك الحديدية وزيادة سلامته وتقليل التكاليف وتحسين رضا المستخدمين.